# Бременський університет
Бременський університет (нім. Universität Bremen, англ. University of Bremen) — найбільший вищий навчальний заклад землі Бремен, в ньому навчається близько 18 тисяч студентів, працює понад 1 500 вчених.

## Історія
Хоча витоками Бременського університету часто називають «Школу латинської мови» (нім. Bremer Lateinschule), відкриту в XIV столітті, в сучасному вигляді університет був відкритий лише в 1971 році, відразу отримавши статус вищого навчального закладу.
Як і багато інших вишів Німеччини, відкритих в 70-х роках, Університет Бремена був спочатку орієнтований на реформу вищої освіти і абсолютно нові принципи викладання. За основу були взяті елементи, які є визначальними досі: інтердисциплінарне навчання через самостійні дослідження на проектній основі, орієнтація на практичне застосування знань, а також відповідальність майбутніх вчених перед суспільством.
З тих пір до них додалася інтернаціоналізація науки, рівність статей та захист навколишнього середовища.
Цікаво, що в основу університету були закладені Лібертаріанські принципи, під час заснування реакційно налаштована молодь навіть називала його "Університет Маркса і Моріца " (Моріц був тоді сенатором освіти землі Бремен і відрізнявся досить лівими поглядами). Довгий час за університетом ходила слава " кузні червоних кадрів ", а студенти влаштовували щотижневі демонстрації в центрі міста. Хоча з тих пір політична обстановка у світі суттєво змінилася і холодна війна закінчилася, деякі елементи у навчанні залишилися. Наприклад, в університеті широко практикуються групові роботи з одною оцінкою на всю групу, а також більшість професорів з великим стажем роботи в цьому університеті надають перевагу звертанню студентів до себе на "ти " і по імені.
У 1991 році рішенням Академічної Ради в стінах Університету Бремена заборонені військові дослідження і розвиток будь-яких видів озброєнь. Рішення діє досі.
Зараз університет повністю позбувся від «комуністичного» іміджу, і є одним з провідних вишів Німеччини та визначає розвиток всього регіону.

## Структура
Університет складається з 12-ти факультетів: Факультет 01: Фізика / Електротехніка 

Факультет 02: Біологія / Хімія 

Факультет 03: Математика / Інформатика 

Факультет 04: Інженерно — технологічний 

Факультет 05: Геонауковий (Геодезія, Геологія, Метеорологія і т. д.) 

Факультет 06: Право 

Факультет 07: Економіка 

Факультет 08: Суспільствознавство 

Факультет 09: культурознавство 

Факультет 10: Філологія 

Факультет 11: Медицина 

Факультет 12: Освіта